# Premià de Dalt
Premià de Dalt est une commune de la comarque de Maresme dans la province de Barcelone en Catalogne (Espagne).

## Géographique
Premià de Dalt est situé à environ 20 km de Barcelone dans une vallée de la Sierra Litorale et est orienté vers la mer Méditerranée. Les villages voisins sont Teià à l'ouest, Vilassar de Dalt à l'est et Premià de Mar au sud. Les principales villes des environs sont Mataró (capitale de la comarque) et Barcelone.

## Histoire
Les premières traces historiques de Premià de Dalt remontent à la fin du Ve siècle av. J.-C. Le village de La Cadira del Bisbe fut fondé par une tribu ibère, les Laietans. Il subsiste par ailleurs aujourd'hui des vestiges d'un village ibère qui datent des Ve et Ier siècles av. J.-C. Ces vestiges se trouvent sur la montagne Turó de la Cadira del Bisbe.
Après les Ibères, les Romains ont fondé une ville en cet endroit, ville qu'ils nommèrent Vila Primiliana. Le nom actuel du village trouve son origine dans ce nom.
L'actuel village de Premià de Dalt n'occupe pas toute la surface ancienne de la ville romaine. À l'époque la ville arrivait jusqu'à la mer mais, en 1836 celle-ci a été divisée. Le quartier maritime est devenu un village indépendante et a pris le nom de Premià de Mar.
Après 1960 la ville subit le changement plus profond de son histoire. Les constructions s'étendent pour des familles qui n'y résident que l'été. Aujourd'hui les nouvelles constructions se poursuivent mais la plupart des nouvelles maisons sont des résidences principales.

## Économie
La principale activité économique de Premià de Dalt est la fabrication de matériaux de construction. Un autre secteur important est le secteur du textile, celui-ci cependant est en forte baisse.
Premià de Dalt a toujours été un village agricole. Il s'est actuellement spécialisé dans l'agriculture ornementale.